# D-project
d-project（ディ・プロジェクト）とは、GIZA Studioの企画である。プロデューサーは長戸大幸。GIZA Studio所属のアーティストや作曲家により高品質の作品を送り出すことを目標としている。企画1作目はデビュー25周年のZARDの楽曲14曲をリアレンジして収録した『d-project with ZARD』。

## アルバム
|        | 発売日        | タイトル            | 規格 | 規格品番  | 最高順位 |
| ------ | ------------- | ------------------- | ---- | --------- | -------- |
| 第一弾 | 2016年5月18日 | d-project with ZARD | CD   | GZCA-5276 | 33位     |